# Zeffirino Paulinich
Zeffirino Paulinich, italianizzato in Paolini (Fiume, 7 luglio 1901 – Sestri Levante, 23 aprile 1989), è stato un calciatore italiano, di ruolo centrocampista.
È spesso citato anche col nome Zeffiro.

## Biografia
Di professione meccanico, proveniva da una famiglia di sportivi: anche i fratelli Arpad, Ladislao e Stefano, nonché i figli di Arpad, Claudio e Ottorino, sono stati giocatori di calcio. In gioventù praticò anche l'atletica, nella specialità dei 110 metri ostacoli.
Fece parte, assieme al fratello Ladislao, della Legione "Fiumana".

## Caratteristiche tecniche
Giocatore veloce, agile e resistente, agiva di preferenza sulla fascia destra con compiti di mediano di spinta. Era abile in marcatura sugli attaccanti e in grado di proporsi in attacco grazie a un buon tiro.

## Carriera
Esordì nel 1919 nell'Olympia Fiume, dove rimase per sei anni ottenendo la promozione in Seconda Divisione nel campionato 1922-1923. Passò poi alla Biellese, con la quale disputò tre campionati cadetti; nel 1926 favorì l'ingaggio dell'allenatore ungherese Ferenc Molnár, già suo compagno nell'Olympia.. Con i piemontesi conquistò la promozione in Divisione Nazionale al termine del campionato 1927-1928, e debuttò in massima serie disputando 26 gare segnando 2 gol nella Divisione Nazionale 1928-1929. Rimasto a Biella dopo la retrocessione, disputò altre 24 gare nel campionato di Serie B 1929-1930.
Dopo l'ulteriore retrocessione in Prima Divisione, passò alla Salernitana con cui giocò per una stagione nella Prima Divisione 1931-1932 totalizzando 22 presenze e un gol, chiudendo la carriera nella Fiumana.